# Afrorhytida
Afrorhytida (англ.) — род лёгочных улиток из надсемейства Rhytidoidea (Stylommatophora). Южная Африка.

## Описание
Ракушки среднего размера (диаметр у взрослых особей до 31 мм), жёлтовато-зелёного или коричневого цветов. Длина радулы до 22 мм, в ней до 85 V-образных поперечных рядов зубцов, по 3,2—4,5 ряда на 1 мм у взрослых особей. Иногда рассматривается в качестве подрода в составе рода Natalina, от которого отличаестя морфологией радулы, дистальной части репродуктивного тракта и сперматофора, а также данными молекулярной генетики (согласно которым виды рода образуют монофилетическую группу). Ведут хищный образ жизни, питаются другими моллюсками, например, Chondrocyclus sp. (семейство Cyclophoridae, Gastropoda ). 
- Afrorhytida burseyae Herbert & Moussalli, 2009[2].
- Afrorhytida kraussi (Pfeiffer, 1846) (=Natalina kraussi)[3]
- Afrorhytida knysnaensis (Pfeiffer, 1846) (=Natalina knysnaensis)[4]
- Afrorhytida trimeni  (Melvill & Ponsonby, 1892) (=Natalina trimeni)[5]